# Pablo Castro
Pablo do Nascimento Castro (São Luís, 21 de junho de 1991), é um futebolista brasileiro que atua como zagueiro. Atualmente joga pelo Flamengo.

## Carreira

### Ceará
Destaque nas categorias de base do Ceará desde jovem, Pablo foi trazido do Ferroviário. O jogador ficou conhecido principalmente por sua agilidade, considerado rápido para um zagueiro de sua estatura. Chegou aos profissionais da equipe no ano de 2010, aos 18 anos de idade, com o status de promessa do futebol do estado. Porém, após realizar um fraco Campeonato Cearense, realizando apenas três partidas e sem nenhum gol marcado, acabou ficando de fora dos planos da equipe, não sendo sondado para participar de muitos jogos. No Campeonato Brasileiro da primeira divisão, ganhou notoriedade após se destacar em algumas partidas. No ano de 2011, realizou um começo de temporada regular na equipe cearense, sendo emprestado ao Tiradentes, clube no qual adquiriu muita experiência, dando dificuldades aos ataques dos grandes clubes do Ceará. Antes mesmo do fim de seu empréstimo, voltou ao Ceará a pedido do treinador.

### Grêmio
Foi apresentado ao Grêmio no dia 7 de janeiro de 2012 ao lado do meia Felipe Nunes e do zagueiro Douglas Grolli, formando assim o trio de apostas do Tricolor Gaúcho para o ano. Pablo treinou com o Grêmio para a pré-temporada em Bento Gonçalves. Fez sua estreia oficial na equipe em 1 de abril de 2012, três meses depois de se apresentar oficialmente no clube. Nesse jogo, ele jogou mal e o Grêmio foi derrotado por 1–0 pelo Pelotas.

### Avaí
Depois de ser pouco aproveitado no Grêmio, Pablo não quis renovar o contrato e foi para o Avaí. Quando estreou pelo Avaí, Pablo, que foi contratado para ser titular, não foi bem no seu primeiro jogo, por estar com a forma física ruim, com um inchaço no dedão do pé que o incomodava muito. Ele ficou bom do inchaço no dedão do pé e participou do amistoso, realizado no dia 7 de fevereiro de 2013, contra a Associação de Atletas Profissionais de Santa Catarina, onde o Avaí venceu por 9–0.
Ao final da temporada, Pablo ajudou o time a alcançar o seu maior objetivo se classificando à Série A de 2015. O time foi para a última rodada precisando vencer o Vasco da Gama e torcer por uma derrota do Boa Esporte e a "não vitória" do Atlético Goianiense. E foi o que aconteceu. O Icasa venceu o Boa por 3–2, o Santa Cruz venceu o Atlético pelo mesmo placar e o Avaí venceu o Vasco na Ressacada com um gol do ídolo Marquinhos, conquistando, assim, o tão sonhado acesso.

### Ponte Preta
Após não ter o contrato renovado com o Avaí com impasse salarial, Pablo acertou com a Ponte Preta, tendo seus direitos comprados do seu empresário e jogando na Macaca na temporada de 2015.

### Bordeaux
No final de agosto de 2015, o clube francês Bordeaux, pagou cerca de 6 milhões de euros (R$ 24 milhões) para tirar Pablo da Macaca.

### Corinthians
Pablo foi anunciado pelo Corinthians por empréstimo de uma temporada, vindo do clube Bordeaux. Em 1 de fevereiro de 2017, estreou com a camisa corintiana no jogo amistoso preparatório contra a Ferroviária. Pablo foi titular e jogou o primeiro tempo ao lado de Balbuena, foi substituído no segundo tempo pelo zagueiro Vilson, para realizações de testes do técnico Fábio Carille. O Corinthians venceu o jogo com gol de Marquinhos Gabriel, aos 49 minutos do segundo tempo. No dia 4 de fevereiro, o Corinthians realizou seu primeiro jogo oficial no Brasil contra o São Bento, válido pelo Campeonato Paulista 2017, o Timão venceu o jogo por 1–0 numa cobrança de pênalti e acumulou seus primeiro três pontos. No dia 25 de julho de 2017, foi anunciado sua compra em definitivo pelo Corinthians. Porém, no dia 1 de agosto de 2017, seu empresário notificou a suspensão do acordo em definitivo por não receber o valor acordado pelo Corinthians nem a entrega de quaisquer garantias.

### Retorno ao Bordeaux
No dia 25 de novembro de 2017, o Corinthians anunciou o encerramento das negociações com o jogador, que voltou ao Bordeaux. Desde 2018, o jogador conta com marketing, assessoria de imprensa e assessoria digital da ASJ Consultoria.

### Lokomotiv
Em 2020, foi anunciado pelo Lokomotiv Moscou.

### Flamengo

#### 2022
Em 14 de março de 2022, foi anunciado como reforço do Flamengo até 2025. Sua estreia foi no dia 23 de abril, contra o Athletico Paranaense, em jogo valido pela 3ª rodada do Campeonato Brasileiro. Logo em seu segundo jogo pelo Flamengo, Pablo fez um gol contra em jogo contra a Universidad Católica, valido pela terceira rodada da fase de grupos da Libertadores.
Pablo formou dupla sólida com Fabrício Bruno, foi titular no fim da passagem de Paulo Sousa pelo Flamengo. Com a chegada de Dorival Júnior perdeu espaço para Léo Pereira, acabou a temporada com 31 jogos realizados.

#### 2023
Em 2023, com a chegada de Vítor Pereira, Pablo perdeu mais espaço no time virando a quarta opção para a zaga. Com Jorge Sampaoli e Tite a situação permaneceu a mesma. Na temporada, foram 15 jogos e 1 assistência.[carece de fontes?]

#### 2024
Em 2024, por estar se recuperando de lesão, não viajou com o elenco do Flamengo para a pré-temporada nos Estados Unidos. Após se recuperar, foi titular do time sub-20 no confronto contra a Portuguesa-RJ pela 4ª rodada da Taça Guanabara.[carece de fontes?]
Por estar sem espaço, Pablo foi colocado na lista de dispensa do Flamengo, alguns clubes como Corinthians, Santos e Vitória fizeram proposta, todas por empréstimo, mas, quem levou a melhor foi o Botafogo.
Pelo Flamengo, Pablo disputou 47 jogos e deu uma assistência.[carece de fontes?]

### Botafogo
Em 2 de fevereiro de 2024, foi anunciado como novo reforço do Botafogo até fim de 2024. Mal chegou ao Botafogo, Pablo sentiu dores na coxa e desfalcou a equipe desde então. O zagueiro ainda nem sequer foi relacionado pelo Alvinegro.
No dia 17 de abril de 2024, dois meses após a contratação pelo Botafogo, Pablo enfim foi anunciado pelo clube em coletiva de imprensa no Estádio Nilton Santos.
No dia 21 de abril, Pablo enfim estreou pelo Botafogo na goleada sobre o Juventude por 5 a 1, no Estádio Nilton Santos, pela terceira rodada do Campeonato Brasileiro. O zagueiro, no entanto, voltou a sentir a coxa e deixou o jogo. Pablo só ficou 20 minutos em campo.
Sua passagem no Botafogo foi marcada por múltiplas lesões. O atleta jogou apenas uma partida e ao fim da temporada, foi devolvido para o Flamengo, clube que detém seus direitos.

## Estatísticas

### Clubes
Abaixo estão listados todos os jogos, gols e assistências do futebolista por clubes.
| Clube             | Temporada         | Campeonato nacional | Campeonato nacional | Campeonato nacional | Copa nacional[a] | Copa nacional[a] | Copa nacional[a] | Competições continentais[b] | Competições continentais[b] | Competições continentais[b] | Outros torneios[c] | Outros torneios[c] | Outros torneios[c] | Total | Total | Total   |
| Clube             | Temporada         | Jogos               | Gols                | Assist.             | Jogos            | Gols             | Assist.          | Jogos                       | Gols                        | Assist.                     | Jogos              | Gols               | Assist.            | Jogos | Gols  | Assist. |
| ----------------- | ----------------- | ------------------- | ------------------- | ------------------- | ---------------- | ---------------- | ---------------- | --------------------------- | --------------------------- | --------------------------- | ------------------ | ------------------ | ------------------ | ----- | ----- | ------- |
| Ceará             | 2010              | 3                   | 0                   | 0                   | —                | —                | —                | —                           | —                           | —                           | 9                  | 0                  | 0                  | 12    | 0     | 0       |
| Ceará             | 2011              | —                   | —                   | —                   | —                | —                | —                | —                           | —                           | —                           | 3                  | 0                  | 0                  | 3     | 0     | 0       |
| Ceará             | Total             | 3                   | 0                   | 0                   | —                | —                | —                | —                           | —                           | —                           | 12                 | 0                  | 0                  | 15    | 0     | 0       |
| Quixadá           | 2010              | —                   | —                   | —                   | —                | —                | —                | —                           | —                           | —                           | 1                  | 0                  | 0                  | 1     | 0     | 0       |
| Quixadá           | Total             | —                   | —                   | —                   | —                | —                | —                | —                           | —                           | —                           | 1                  | 0                  | 0                  | 1     | 0     | 0       |
| Tiradentes–CE     | 2011              | —                   | —                   | —                   | —                | —                | —                | —                           | —                           | —                           | 3                  | 0                  | 0                  | 3     | 0     | 0       |
| Tiradentes–CE     | Total             | —                   | —                   | —                   | —                | —                | —                | —                           | —                           | —                           | 3                  | 0                  | 0                  | 3     | 0     | 0       |
| Grêmio            | 2012              | —                   | —                   | —                   | —                | —                | —                | —                           | —                           | —                           | 1                  | 0                  | 0                  | 1     | 0     | 0       |
| Grêmio            | Total             | —                   | —                   | —                   | —                | —                | —                | —                           | —                           | —                           | 1                  | 0                  | 0                  | 1     | 0     | 0       |
| Avaí              | 2013              | 3                   | 1                   | 0                   | 4                | 0                | 0                | —                           | —                           | —                           | 15                 | 2                  | 0                  | 22    | 3     | 0       |
| Avaí              | 2014              | 32                  | 4                   | 0                   | 5                | 0                | 0                | —                           | —                           | —                           | 8                  | 0                  | 0                  | 45    | 4     | 0       |
| Avaí              | Total             | 35                  | 5                   | 0                   | 9                | 0                | 0                | —                           | —                           | —                           | 23                 | 2                  | 0                  | 67    | 3     | 0       |
| Ponte Preta       | 2015              | 18                  | 1                   | 0                   | 3                | 0                | 0                | 1                           | 0                           | 0                           | 14                 | 0                  | 0                  | 36    | 1     | 0       |
| Ponte Preta       | Total             | 18                  | 1                   | 0                   | 3                | 0                | 0                | 1                           | 0                           | 0                           | 14                 | 0                  | 0                  | 36    | 1     | 0       |
| Bordeaux          | 2015–16           | 16                  | 1                   | 0                   | —                | —                | —                | 1                           | 0                           | 0                           | —                  | —                  | —                  | 17    | 1     | 0       |
| Bordeaux          | 2017–18           | 15                  | 0                   | 3                   | —                | —                | —                | —                           | —                           | —                           | —                  | —                  | —                  | 15    | 0     | 3       |
| Bordeaux          | 2018–19           | 25                  | 1                   | 1                   | 2                | 0                | 0                | 12                          | 0                           | 0                           | —                  | —                  | —                  | 39    | 1     | 1       |
| Bordeaux          | 2019–20           | 25                  | 4                   | 0                   | 3                | 0                | 0                | —                           | —                           | —                           | —                  | —                  | —                  | 28    | 4     | 0       |
| Bordeaux          | 2020–21           | 13                  | 1                   | 0                   | —                | —                | —                | —                           | —                           | —                           | —                  | —                  | —                  | 13    | 1     | 0       |
| Bordeaux          | Total             | 94                  | 7                   | 4                   | 5                | 0                | 0                | 13                          | 0                           | 0                           | —                  | —                  | —                  | 112   | 7     | 4       |
| Corinthians       | 2017              | 24                  | 0                   | 0                   | 6                | 0                | 0                | 4                           | 0                           | 0                           | 17                 | 2                  | 0                  | 51    | 2     | 0       |
| Corinthians       | Total             | 24                  | 0                   | 0                   | 6                | 0                | 0                | 4                           | 0                           | 0                           | 17                 | 2                  | 0                  | 51    | 2     | 0       |
| Lokomotiv Moscou  | 2020–21           | 10                  | 0                   | 0                   | 3                | 1                | 0                | —                           | —                           | —                           | —                  | —                  | —                  | 13    | 1     | 0       |
| Lokomotiv Moscou  | 2021–22           | 13                  | 1                   | 0                   | 1                | 0                | 0                | 3                           | 0                           | 0                           | —                  | —                  | —                  | 17    | 1     | 0       |
| Lokomotiv Moscou  | Total             | 23                  | 1                   | 0                   | 4                | 1                | 0                | 3                           | 0                           | 0                           | —                  | —                  | —                  | 30    | 2     | 0       |
| Flamengo          | 2022              | 23                  | 0                   | 0                   | 3                | 0                | 0                | 5                           | 0                           | 0                           | —                  | —                  | —                  | 31    | 0     | 0       |
| Flamengo          | 2023              | 7                   | 0                   | 0                   | —                | —                | —                | 1                           | 0                           | 1                           | 7                  | 0                  | 0                  | 15    | 0     | 1       |
| Flamengo          | 2024              | —                   | —                   | —                   | —                | —                | —                | —                           | —                           | —                           | 1                  | 0                  | 0                  | 1     | 0     | 0       |
| Flamengo          | Total             | 30                  | 0                   | 0                   | 3                | 0                | 0                | 6                           | 0                           | 1                           | 8                  | 0                  | 0                  | 47    | 0     | 1       |
| Botafogo          | 2024              | 1                   | 0                   | 0                   | 0                | 0                | 0                | 0                           | 0                           | 0                           | —                  | —                  | —                  | 1     | 0     | 0       |
| Botafogo          | Total             | 1                   | 0                   | 0                   | 0                | 0                | 0                | 0                           | 0                           | 0                           | —                  | —                  | —                  | 1     | 0     | 0       |
| Total na carreira | Total na carreira | 228                 | 10                  | 4                   | 30               | 1                | 0                | 27                          | 0                           | 1                           | 79                 | 2                  | 0                  | 372   | 13    | 5       |

- a. ^ Jogos da Copa do Brasil, Copa da França, Copa da Liga da França e Copa da Rússia
- b. ^ Jogos da Copa Sul–Americana, Liga Europa e Copa Libertadores
- c. ^ Jogos do Campeonato Cearense, Copa do Nordeste, Campeonato Gaúcho, Campeonato Catarinense, Campeonato Paulista, Campeonato Carioca e Mundial de Clubes

### Seleção Brasileira
Abaixo estão listados todos os jogos, gols e assistências do futebolista pela Seleção Brasileira.
Seleção Principal
| Ano               | Amistosos | Amistosos | Amistosos |
| Ano               | Jogos     | Gols      | Assist.   |
| ----------------- | --------- | --------- | --------- |
| 2018              | 2         | 0         | 0         |
| Total na carreira | 2         | 0         | 0         |

## Títulos
Ceará
- Campeonato Cearense: 2011

Corinthians
- Campeonato Paulista: 2017
- Campeonato Brasileiro: 2017

Lokomotiv Moscou
- Copa da Rússia: 2020–21

Flamengo
- Copa Libertadores da América: 2022[27]
- Copa do Brasil: 2022
- Campeonato Carioca: 2024 e 2025[28]

Botafogo
- Copa Libertadores da América: 2024
- Campeonato Brasileiro: 2024

Seleção Brasileira
- Superclássico das Américas: 2018

### Prêmios individuais
- Seleção do Campeonato Paulista: 2017[29]
- Troféu Mesa Redonda – Seleção da Temporada: 2017[30]